# Berliet VDAK
Unter der Typenbezeichnung Berliet VDAK wurden vom französischen Kraftfahrzeughersteller Berliet in Lyon Ende der 1930er Jahre mittlere Hauben-Lkw in verschiedenen Varianten hergestellt.

## Technik und Geschichte
Der Berliet VDAK war ein mittlerer LKW mit 3,25 Tonnen Nutzlast, der in folgenden Varianten geliefert wurde:
Berliet VDAK4: Die allgemeine Betriebserlaubnis wurde am 10. Juni 1937 erteilt. Wassergekühlter Vierzylinder-Dieselmotor des Typs MDGW (Bohrung × Hub 100 × 140 mm, Hubraum 4398 cm³), steuerlich mit 12 CV eingestuft, die bei 1800/min abgegebene effektive Leistung wird nicht genannt. Das Fahrzeug war mit zwei Radständen lieferbar: 2,50 und 3,68 m, dementsprechend maß die Länge 4,685 oder 6,685 m und das Leergewicht 2400 oder 2600 kg. Die Breite betrug 2,20 m. Das maximale Gesamtgewicht wird mit 6300 bzw. 6500 kg angegeben.
Berliet VDAK6: Die allgemeine Betriebserlaubnis wurde am 13. November 1937 erteilt. Wassergekühlter Vierzylinder-Dieselmotor des Typs MDF (Bohrung × Hub 110 × 150 mm, Hubraum 5702 cm³), steuerlich mit 15 CV eingestuft, die bei 1800/min abgegebene effektive Leistung betrug 57 PS. Das Fahrzeug war mit zwei Radständen lieferbar: 2,55 und 3,20 m, dementsprechend maß die Länge 4,97 oder 6,12 m und das Leergewicht 2800 oder 2850 kg. Die Breite betrug 2,17 m. Das maximale Gesamtgewicht wird mit 6700 bzw. 6750 kg angegeben.
Von dieser Variante gab es eine zweite Serie, die die allgemeine Betriebserlaubnis am 29. Dezember 1938 erhielt. Die Länge betrug jetzt 4,92 oder 6,07 m, das Leergewicht 2850 oder 2920 kg, das Maximalgewicht einheitlich 7600 kg. Alle übrigen technischen Daten, soweit überliefert, waren identisch mit den Fahrzeugen der ersten Serie.
Berliet VDAK16: Die allgemeine Betriebserlaubnis wurde am 1. Juli 1938 erteilt. Er hatte einen Vierzylinder-Ottomotor (Bohrung × Hub 100 × 130 mm, Hubraum 4084 cm³) und war steuerlich mit 16 CV eingestuft (daher auch die Typenbezeichnung), die bei 2000/min abgegebene effektive Leistung betrug 60 PS. Das Fahrzeug war mit Radständen von 2,30 bis 5,40 m lieferbar, dementsprechend maß die Länge 4,55 bis 8,45 m, das Leergewicht betrug 2450 bis 2550 kg. Das maximale Gesamtgewicht wird einheitlich mit 7000 kg angegeben. Die Breite betrug 2,18 m.
Auch von dieser Variante gab es eine zweite Serie, die die allgemeine Betriebserlaubnis am 1. Februar 1939 erhielt. Der Radstand betrug jetzt 2,30 oder 3,20 m, die Länge 4,55 oder 6,07 m, das Leergewicht 2450 oder 2500 kg, das Maximalgewicht einheitlich 7300 kg. Alle übrigen technischen Daten, soweit überliefert, waren identisch mit den Fahrzeugen der ersten Serie.
Berliet VDAK18: Diese Variante war -zeitlich gesehen- die erste des Typs Berliet VDAK, die allgemeine Betriebserlaubnis wurde am 6. Mai 1936 erteilt. Der Motor war identisch mit dem des VDAK16. Der Radstand maß 2,50 oder 3,08 m, die Länge 4,63 oder 5,63 m, die Breite 2,20 m. Das Leergewicht wird mit 2110 oder 2210 kg, das maximale Gesamtgewicht mit 6100 oder 6200 kg angegeben. Für den Bau wurden die Chassisnummern 152201–152204 (=4 Stück) reserviert, in der Produktionsstatistik taucht das Fahrzeug allerdings nicht auf. Die französische Armee testete einen Prototyp Berliet VADK saharien mit Frontlenker-Fahrerhaus im Frühjahr 1939, der im Mai 1936 seine allgemeine Betriebserlaubnis erhielt: Möglicherweise handelte es sich um ein und dasselbe Fahrzeug.
Bezüglich der Stückzahlen wird zwischen dem Berliet VDAK und dem Berliet VDAN in der werkseigenen Statistik nicht unterschieden, ebenso nicht bezüglich der einzelnen Varianten dieser Typen. Von beiden Typen zusammen wurden 440 Stück 1938 und 538 Stück 1939 hergestellt.

### Originalquellen
Eine Publikation, in der alle vor 1945 gebauten Berliet-Typen individuell abgehandelt wären, gibt es nicht. Neben der unten erwähnten Literatur wurde auf folgende in der Fondation Berliet verwahrte Originalunterlagen zurückgegriffen:
- "Fiches des Mines": Es handelt sich um die Unterlagen zur Erteilung einer allgemeinen Betriebserlaubnis, hierfür ist in Frankreich der "Inspecteur des mines" sachlich zuständig. Diese Unterlagen sind chronologisch geordnet und nummeriert. Nicht zu jedem Typ bzw. Variante gibt es entsprechende Unterlagen, teils, weil sie wohl als Untervarianten eines Typs verstanden wurden, für den eine gesonderte Erlaubnis nicht erforderlich war, teils wohl, weil diese Unterlagen im Laufe der letzten 100 Jahre verlorengegangen sind. Bei Militärtypen gibt es Hinweise, dass eine Betriebserlaubnis direkt durch militärische Dienststellen erfolgte, was entsprechende "fiches des mines" überflüssig machte. Die Quellenbezeichnung lautet: "Fiches No...."
- "Etat des véhicules utilitaires et autobus declares aux mines depuis 1920", eine 15-seitige Zusammenstellung vom 1. Dezember 1941, enthält insbesondere die reservierten Chassisnummernbänder, die jedoch vielfach nicht vollständig ausgeschöpft wurden, einige Typen bzw. Varianten werden nicht erwähnt, Quellenbezeichnung lautet: "Etat S..."
- "Nombre de véhicules construits de 1930 à 1942", siebenseitige Zusammenstellung der zwischen 1930 und 1942 gebauten Stückzahlen an Nutzfahrzeugen, erstellt wohl 1943, erste Seite teilweise irreparabel verderbt, teilweise werden mehrere Typen bzw. Varianten zusammengefasst, Quellenbezeichnung lautet: "Nombre S...."

### Sonstige Literatur
- Monique Chapelle: Berliet. 1. Auflage. EMCE, Saint-Chamond 2016, ISBN 978-2-35740-049-8.
- François Vauvillier: Tous les Berliet militaires 1914–1940, vol.1: les camions. histoire&collections, Paris 2019, ISBN 978-2-35250-496-2.